# 大和侑也
大和 侑也（やまと ゆうや、1990年11月20日 - ）は、日本の男性プロキックボクサー。本名は松本 侑也（まつもと ゆうや）。愛知県出身。大和キックボクシングジム所属。現NJKFウェルター級王者、WBCムエタイ日本ウェルター級王者。

## 来歴
2008年3月16日、KAMINARIMON名古屋大会・70kgトーナメントに出場し、優勝を果たした。
2008年5月11日、リングネームを大和 侑也に改名してNAGOYA KICK 〜BoogieFight4〜でプロデビューし、加藤大輔に判定勝ち。
2008年7月27日、ニュージャパンキックボクシング連盟に初参戦し、上田龍之介に判定負け。
2009年6月21日、NJKF新人王決定トーナメント・ウェルター級決勝で真琴と対戦し、KO勝ちで新人王を獲得した。
2010年5月9日、NJKFウェルター級王座決定戦で高橋誠治と対戦し、TKO勝ち。19歳で王座を獲得した。
2010年9月26日、WBCムエタイルール日本統一ウェルター級王座次期挑戦者決定戦で一貴と対戦し、右ハイキックでKO勝ち。宮越宗一郎への挑戦権を獲得した。
2010年11月7日、NJKFで川端健司と対戦し、3Rに3度のダウンを奪われKO負けを喫した。
2011年5月14日、THAI FIGHTで、昨年の覇者であるWBCムエタイ世界スーパーライト級王者ファビオ・ピンカと対戦し、3Rに肘によるカットでTKO勝利。
2011年5月29日、NJKFのMuayThaiOpen 16でTHAI FIGHT 67kgトーナメント日本代表決定戦の準決勝で、WMAF世界ウェルター級王者一貴と対戦し、2RKO負け。
2011年7月17日、ニュージャパンキックボクシング連盟「15周年記念シリーズ　NEW JAPAN BLOOD 7」のWBCムエタイ日本ウェルター級タイトルマッチで王者宮越宗一郎と対戦し3-0の判定勝ちを収め新王座に就いた。
2011年8月7日、THAI FIGHT EXTREME JAPANのチーム対抗戦でファビオ・ピンカと対戦し判定負けを喫した。
2012年5月20日、ホーストカップ2012～Depature～でM-1ライト級王者カノンスック・ウィラサクレックと対戦し、判定勝ち

## 戦績

### プロキックボクシング
| キックボクシング 戦績 | キックボクシング 戦績 | キックボクシング 戦績 | キックボクシング 戦績 | キックボクシング 戦績 | キックボクシング 戦績 | キックボクシング 戦績 |
| --------------------- | --------------------- | --------------------- | --------------------- | --------------------- | --------------------- | --------------------- |
| 20 試合               | (T)KO                 | 判定                  | その他                | 引き分け              | 無効試合              |                       |
| 14 勝                 | 9                     | 5                     | 0                     | 0                     | 0                     |                       |
| 6 敗                  | 3                     | 3                     | 0                     | 0                     | 0                     |                       |

| 勝敗 | 対戦相手                       | 試合結果                                    | 大会名 | 開催年月日     |
| ○    | K・ルークプラバーツ            | 2R 2:13 KO（右ローキック）                  | ニュージャパンキックボクシング連盟「Muay Thai Open2」                                                                                   | 2012年7月29日  |
| ○    | カノンスック・ウィラサクレック | 3R終了 判定3-0                              | ホーストカップ2012Depature | 2012年5月20日  |
| ×    | ファビオ・ピンカ               | 3R終了 判定（非公開）                       | THAI FIGHT EXTREME JAPAN 【INTERNATIONAL TEAM vs TEAM SAMURAI 第2試合】                                                                 | 2011年8月7日   |
| ○    | 宮越宗一郎                     | 5R終了 判定3-0                              | ニュージャパンキックボクシング連盟「15周年記念シリーズ NEW JAPAN BLOOD 7」 【WBCムエタイ日本ウェルター級タイトルマッチ】                | 2011年7月17日  |
| ×    | 一貴                           | 2R 1:15 KO（右フック）                      | MuayThaiOpen 16 【THAI FIGHT 67kgトーナメント日本代表決定戦 準決勝】                                                                    | 2011年5月29日  |
| ○    | ファビオ・ピンカ               | 3R TKO（肘打ちによる顔面カット）            | THAI FIGHT Extreme in France | 2011年5月14日  |
| ×    | 川端健司                       | 3R 1:39 KO（3ノックダウン：左フック）       | ニュージャパンキックボクシング連盟「熱風 拾」                                                                                           | 2010年11月7日  |
| ○    | 一貴                           | 1R 2:05 KO（右ハイキック）                  | The Path to the World Champion WBCムエタイ世界王者への道 【WBCムエタイルール日本統一ウェルター級王座次期挑戦者決定戦】                  | 2010年9月26日  |
| ○    | K・ルークプラバーツ            | 5R終了 判定3-0                              | ニュージャパンキックボクシング連盟「熱風 零七 〜桜井洋平FINAL」                                                                         | 2010年8月1日   |
| ○    | 高橋誠治                       | 4R 0:45 TKO（ドクターストップ：右瞼カット） | ニュージャパンキックボクシング連盟「熱風 零四」 【NJKFウェルター級王座決定戦】                                                          | 2010年5月9日   |
| ×    | クンスック・アラビアジム       | 3R終了 判定0-3                              | NAGOYA KICK 〜CENTRAL RHYTHM〜 | 2010年3月14日  |
| ○    | 為房厚志                       | 5R終了 判定2-1                              | ニュージャパンキックボクシング連盟「熱風 零壱」 【NJKFウェルター級王座決定トーナメント 準決勝】                                         | 2010年1月24日  |
| ○    | YUMA                           | 1R 1:00 KO                                  | 大和ジム創立40周年&名古屋JKファクトリー創立20周年記念興行 「THE ORIGIN OF KICK BOXING 〜キックの源流 大和魂集結!〜」                    | 2009年12月23日 |
| ×    | 高橋誠治                       | 2R 2:18 TKO（レフェリーストップ：カット）   | ニュージャパンキックボクシング連盟 「ROAD TO REAL KING 14」                                                                             | 2009年11月28日 |
| ○    | DAI                            | 1R 1:05 KO（右フック）                      | ニュージャパンキックボクシング連盟 「WBCムエタイルール日本統一王座決定戦 〜ROAD TO REAL KING 11〜」                                     | 2009年9月23日  |
| ○    | 真琴                           | 3R 0:39 KO（レフェリーストップ：右フック）  | ニュージャパンキックボクシング連盟 「GO FOR BROKE 〜ROAD TO REAL KING VII〜」 【NJKF新人王決定トーナメント ウェルター級 決勝】          | 2009年6月21日  |
| ○    | 千明祐介                       | 2R 0:22 KO                                  | ニュージャパンキックボクシング連盟 「GO FOR BLOKE 〜ROAD TO REAL KING IV〜」 【NJKF新人王決定トーナメント ウェルター級Cブロック 1回戦】 | 2009年4月12日  |
| ○    | 清水祐一                       | 1R 1:20 KO（左フック）                      | ニュージャパンキックボクシング連盟 「START OF NEW LEGEND XIII 〜新しい伝説の始まり〜」                                                  | 2008年11月9日  |
| ×    | 上田龍之介                     | 3R終了 判定0-3                              | ニュージャパンキックボクシング連盟 「START OF NEW LEGEND IX 〜新しい伝説の始まり〜」                                                    | 2008年7月27日  |
| ○    | 加藤大輔                       | 3R終了 判定3-0                              | NAGOYA KICK 〜BoogieFight4〜 | 2008年5月11日  |

### アマチュアキックボクシング
| 勝敗 | 対戦相手   | 試合結果          | 大会名 | 開催年月日    |
| ○    | 黒木信一郎 | KO                | KAMINARIMON名古屋大会 【70kgトーナメント 決勝】                                                                         | 2008年3月16日 |
| ○    | 浅井康成   | KO                | KAMINARIMON名古屋大会 【70kgトーナメント 準決勝】                                                                       | 2008年3月16日 |
| ○    | 三野淳志   | 3分1R終了 判定    | KAMINARIMON名古屋大会 【70kgトーナメント 1回戦】                                                                        | 2008年3月16日 |
| ○    | 上田龍之介 | 2分2R終了 判定3-0 | ニュージャパンキックボクシング連盟 「BRAVE HEART (START OF NEW LEGEND III)」 【オープニングファイト アマチュアAクラス】 | 2008年3月9日  |

## 獲得タイトル
- 第9代NJKFウェルター級王座
- NJKFウェルター級新人王（2009年）
- WBCムエタイ日本ウェルター級王座